# Carnevale di Laives

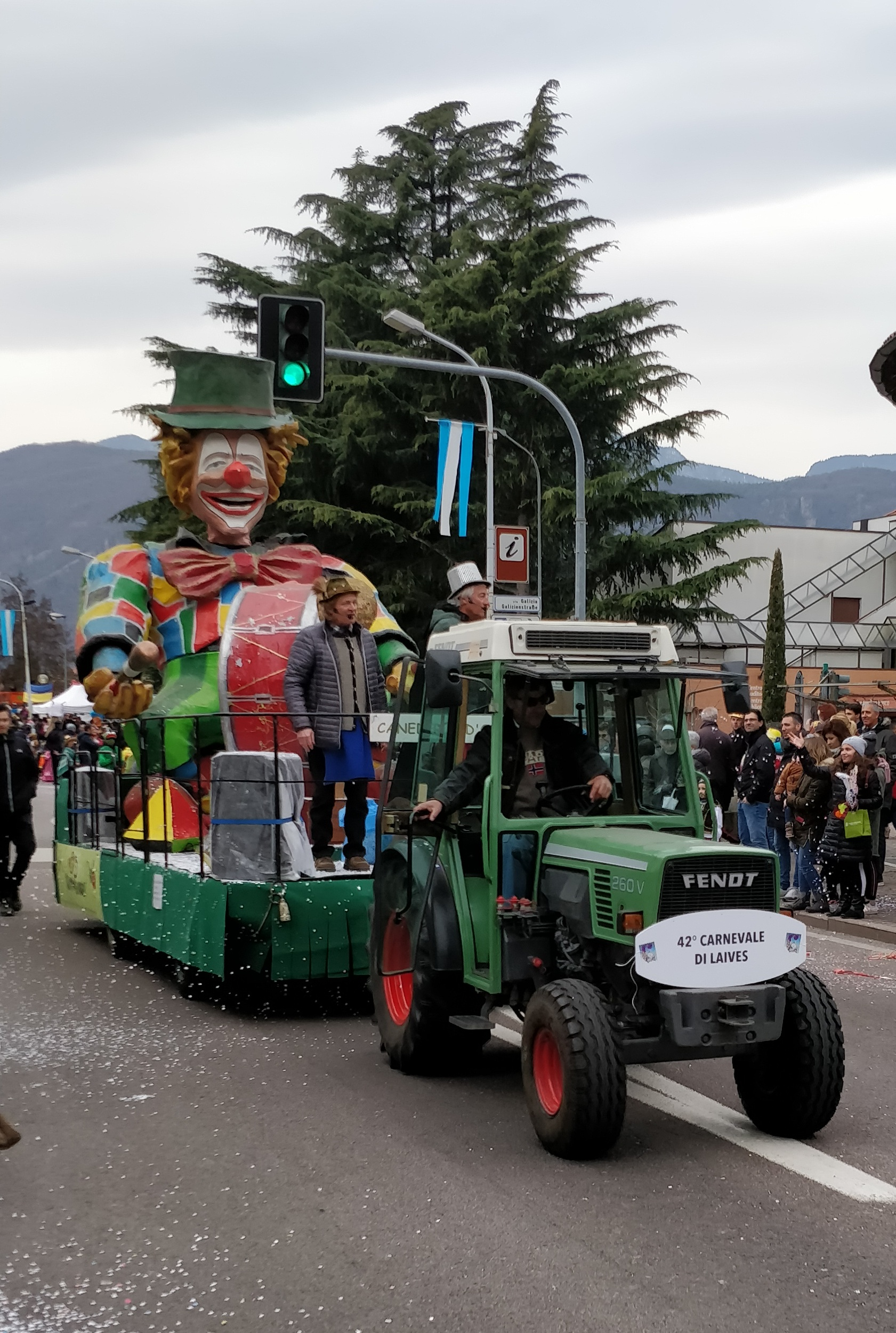
Il carro del Canederlo d'oro che tradizionalmente apre la sfilata

Il Carnevale di Laives (in tedesco Leiferer Fasching) è considerato uno dei più importanti carnevali del Trentino-Alto Adige; si tiene a Laives (in particolare nel capoluogo comunale e nella frazione di Pineta) ed a Bolzano nei due fine settimana che precedono il martedì grasso. L'evento principale è la sfilata dei carri che si svolge tra Laives e Pineta la domenica che precede il giovedì grasso e viene replicata a Bolzano il sabato successivo.

## Storia

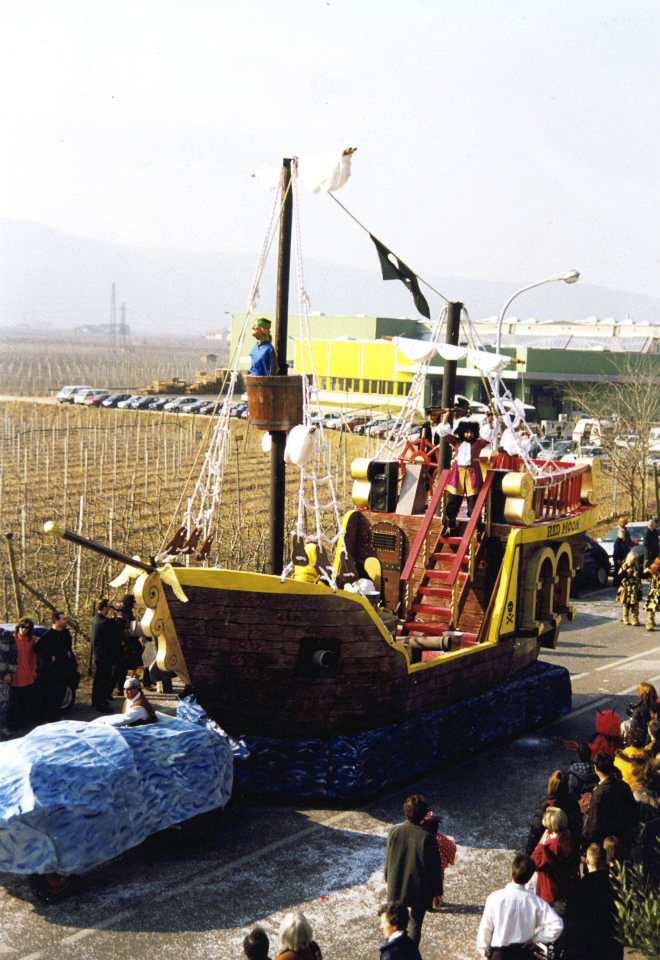
Carro del Coro Monti Pallidi vincitore nel 2000

L'evento è organizzato annualmente dal Gruppo Carnevalesco Pineta dal 1978. In realtà già due anni prima alcune donne di Pineta avevano organizzato degli eventi carnascialeschi rivolti ai bambini della locale scuola materna.
Inizialmente la sfilata dei carri era limitata alle vie di Pineta, poi con il crescere in dimensione dei carri allegorici, l'evento si è spostato lungo la strada tra la frazione e Laives.
Dal 1992 al 2006 era anche presente un concorso che premiava il gruppo e il carro più bello. I votanti venivano pescati a caso dal pubblico in modo da favorire una votazione imparziale.
Il gruppo che si è aggiudicato per più anni il primo premio è quello del Coro Monti Pallidi, un gruppo storico che tuttora partecipa al Carnevale di Laives e che in totale ha vinto 8 primi premi.

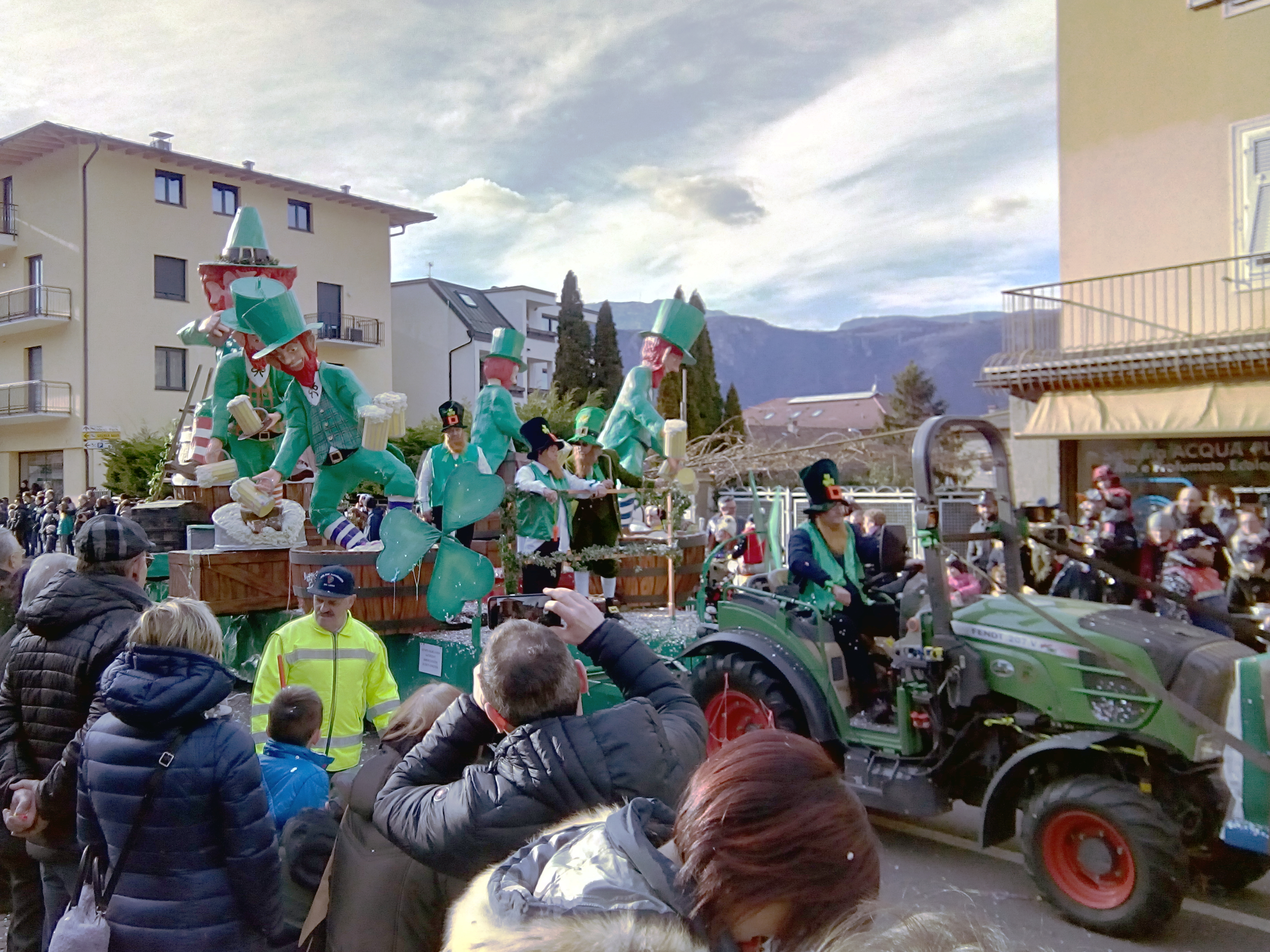
Uno dei carri dell'edizione 2018

Ad animare la sfilata sono i carri allegorici preparati da associazioni tanto locali quanto provenienti da altri comuni della regione e, saltuariamente, da fuori regione. 
Tradizionalmente la sfilata tra Laives e Pineta si tiene la domenica antecedente il giovedì grasso (in caso di pioggia viene recuperata la domenica successiva), mentre il sabato precedente il martedì grasso la sfilata viene replicata a Bolzano.
Alla sfilata si affiancano eventi collaterali, i più importanti dei quali sono le tradizionali sbigolade (distribuzione gratuita di un piatto di pasta) a Laives (il giovedì grasso) e a Pineta (il martedì grasso). Al termine della sbigolada del martedì si tiene il processo al Carnevale, che si chiude con il rogo della statua che lo rappresenta a simboleggiare il termine dei festeggiamenti.

## Note

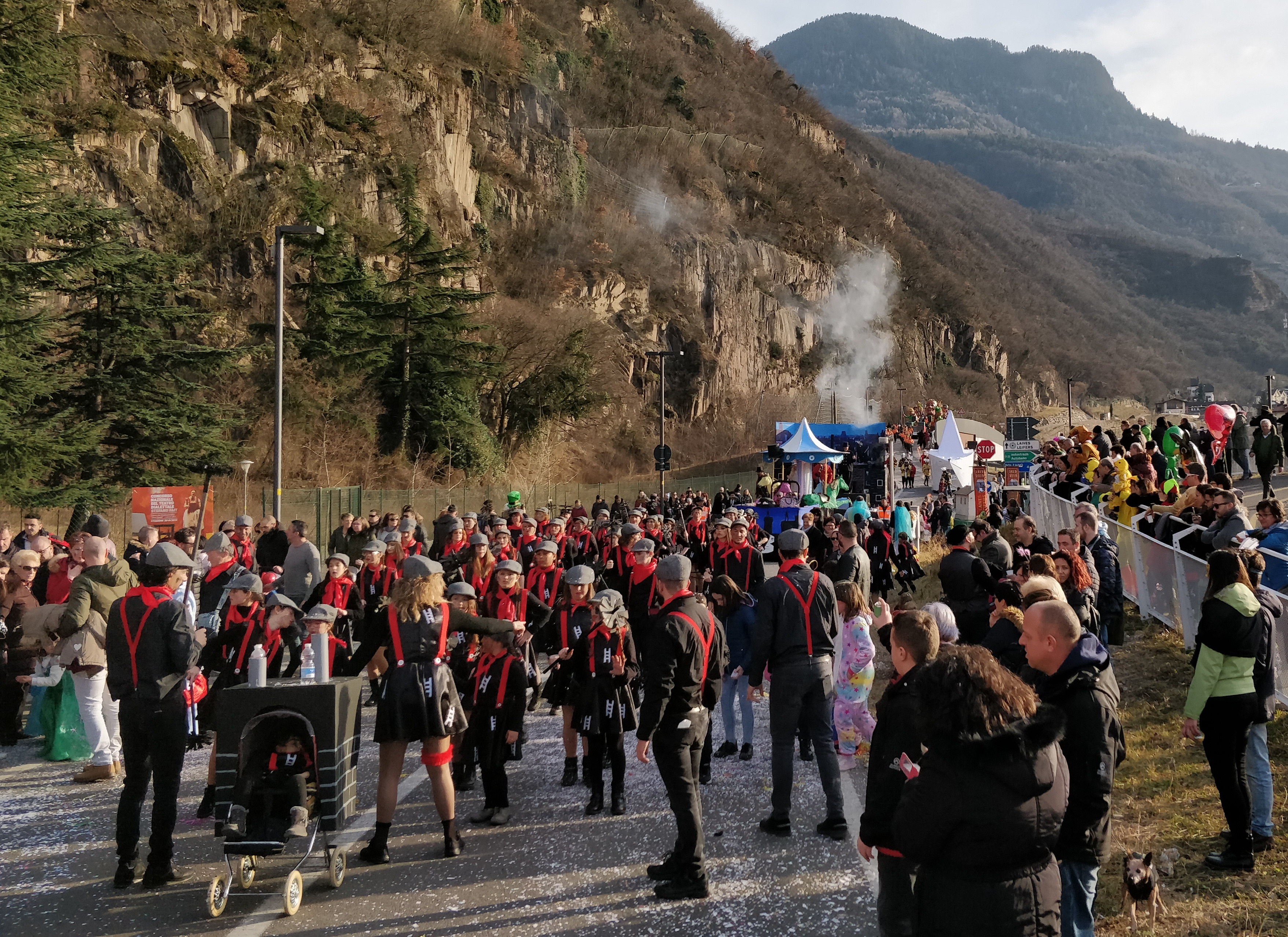
L'ingresso di alcuni carri nell'abitato di Pineta nel 2020